# Nagurus alticolus
Nagurus alticolus är en kräftdjursart som först beskrevs av Albert Vandel1973.  Nagurus alticolus ingår i släktet Nagurus och familjen Trachelipodidae. Inga underarter finns listade i Catalogue of Life.